# Камал, Джамал
Джамал Камал (узб. Jamol Kamolov; 26 апреля 1938, Шафиркан — 27 сентября 2022, Бухара) — советский и узбекский поэт, Народный поэт Республики Узбекистан (1992).

## Биография
Окончил филологический факультет Бухарского педагогического института (1959). Секретарь Бухарского областного отделения Союза писателей Узбекистана (1970—1972), аспирант и научный сотрудник Института языка и литературы АН Узбекистана (1972—1986). Он проводил научные исследования структуры лирической поэзии. Главный редактор Литературно-художественного издательства Гафура Гуляма (1986-88), председатель Союза писателей Узбекистана (1991—1996). Первый поэтический сборник Джамала Камала «Мир входит в моё сердце» (узб. „Olam kirar yuragimga“) вышел в 1968 году.
В его стихах, вошедших в поэтические сборники, сочетаются классические поэтические традиции и современный поэтический процесс.
Джамал Камаль перевёл на узбекский язык произведение «Поэтическое искусство» представителя французской классической литературы Николя Буало, эпос азербайджанского поэта Бахтияра Вагобзаде «Шабихиджан» о Мухаммеде Физули, произведения У. Шекспира, А. С. Пушкина, Яна Райниса, а также произведения таких писателей, как Джалаладдин Руми, Сатым Улуг-Зода.
Умер 27 сентября 2022 года.

## Сборники стихов
- Choʻqqilarga yogʻildi yogʻdu (На вершинах шёл дождь, 1970)
- Tosh tugʻyoni (Каменный узел, 1972)
- Hasan va oy (Хасан и Луна, 1974)
- Quyosh chashmasi (Солнечный фонтан, 1975)
- Qadah (Стекло, 1978)
- Dostonlar (Эпос, 1980)
- Suvaydo (Сувайдо, 1982)
- Umidli dunyo (Обнадёживающий мир, 1988)